# Cuartel la Mesa
Cuartel la Mesa es una localidad del estado mexicano de Michoacán. Es parte del municipio de Ocampo.

## Demografía
| Gráfica de evolución demográfica |
|                                  |

| Censo | Población |
| ----- | --------- |
| 1900  | 867       |
| 1910  | 1092      |
| 1921  | 924       |
| 1930  | 400       |
| 1940  | 514       |
| 1950  | 752       |
| 1960  | 870       |
| 1970  | 1049      |
| 1980  | 1346      |
| 1990  | 672       |
| 2000  | 911       |
| 2010  | 1034      |
| 2020  | 1239      |